# Lady Luck (Band)
Lady Luck ist ein Projekt von Roger Miret, das er zusammen mit seiner Ehefrau Denise Miret seit 1996 in Angriff nahm. Die Gruppe spielt melodischen Punk/Indie-Rock und veröffentlichte bis dato ein Album und eine Split-Veröffentlichung.

## Bandgeschichte
Nach dem Split von Agnostic Front und einer schweren Rückenverletzung, die sich Miret bei einem Madball-Konzert zuzog, gründete er zusammen mit seiner Lebensgefährtin Denise Teperino das Projekt Lady Luck. Der Name basiert auf den Tätowierungen, die im Zweiten Weltkrieg unter US-Army-Soldaten populär waren. Die Haupteinflüsse der Gruppe sind Siouxsie and the Banshees, Blondie und The Clash. 1997 erschien eine Split-CD mit der New Yorker Punkrockband Fully.
2000 erschien das erste vollständige Album Life in Between über das Independent-Label Lucky Seven Records, eine Unterabteilung von Diehard Music. Zwischenzeitlich hatten Denise und Roger Miret geheiratet. Seitdem liegt die Band auf Eis, da Roger Miret mit Agnostic Front und Roger Miret and the Disasters ausgelastet ist und Denise Miret als Yoga-Lehrerin für eine längere Zeit nach London ziehen musste.

## Diskografie
- A New Beginning (Split-CD mit Fully, 1997)
- Life in Between (2000)